# 土合駅
土合駅（どあいえき）は、群馬県利根郡みなかみ町湯檜曽にある、東日本旅客鉄道（JR東日本）上越線の駅である。

## 概要
群馬県内の普通鉄道の駅としては最北端に位置する。当駅までが高崎支社管轄であり、上り線の清水トンネルの出口付近に新潟支社との境界が設置されている。当駅に停車する普通列車は新潟支社の担当で、高崎支社の担当は、隣の湯檜曽駅とともに施設管理のみとなっている。
下り線ホームは新清水トンネル内の地下深くにあり、地上の駅舎から486段の階段（標高差82 m、長さ338 m）を10分ほどかけて下りないと到達できないことから、「日本一のモグラ駅」として親しまれている。「関東の駅百選」認定駅の1つ。

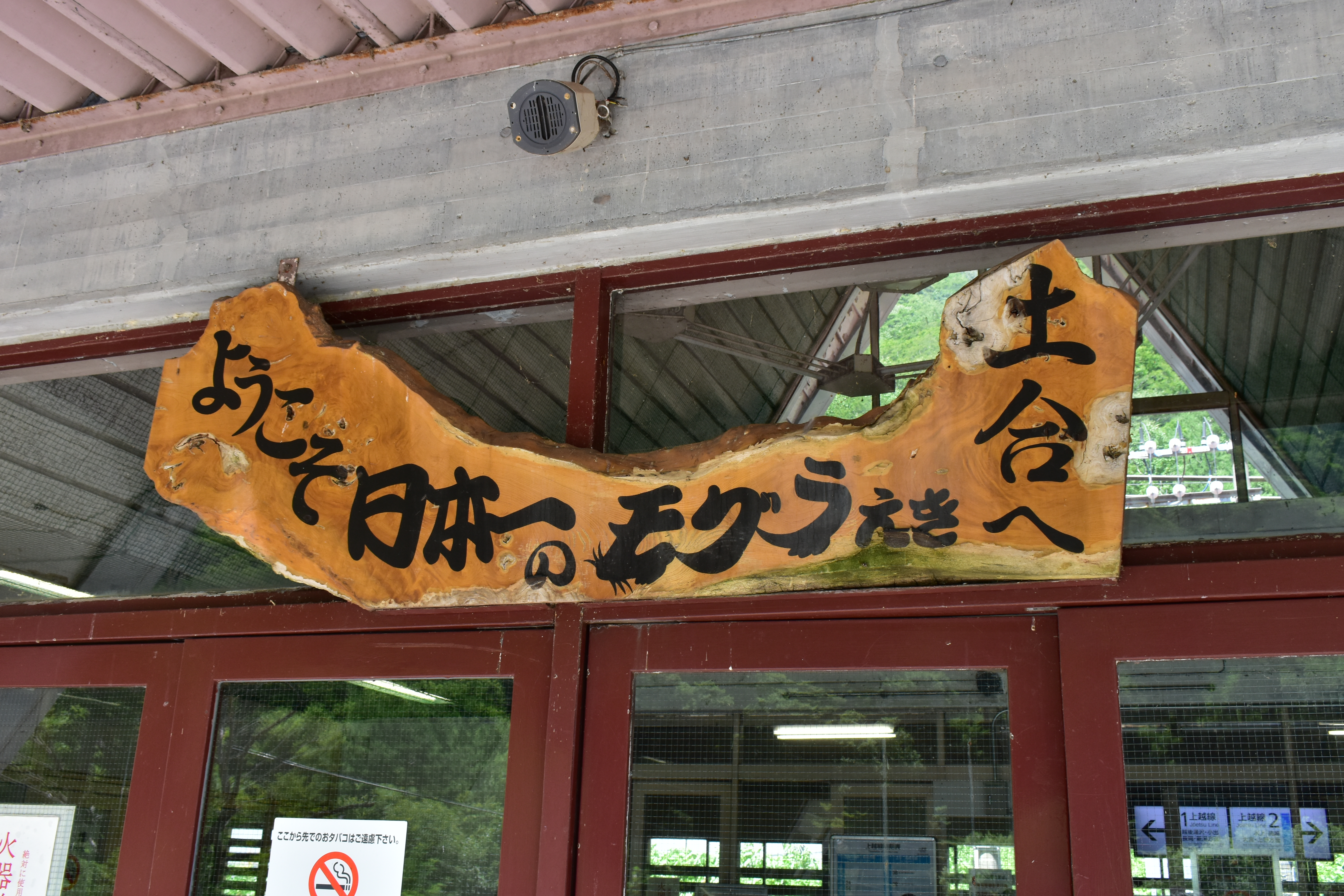
「日本一のモグラ駅」の看板

## 歴史
- 1931年（昭和6年）9月1日：上越線水上駅 - 越後湯沢駅間の開通とともに、信号場として開設[1]。
- 1932年（昭和7年）12月17日：スキー季節中に限り、旅客営業を開始[1]。
  - 1935年（昭和10年）1月の例では、下りだけでも4本の定期列車が臨時停車していたほか、3本の臨時スキー列車が停車していた[新聞 1]。
- 1936年（昭和11年）12月19日：駅に昇格[1]。
- 1940年（昭和15年）5月1日：車扱貨物の取り扱いを開始[1]。
- 1961年（昭和36年）10月1日：車扱貨物の取り扱いを廃止[1]。
- 1967年（昭和42年）
  - 5月：駅舎改築に着手[新聞 2]。
  - 9月28日：新清水トンネル開通により、湯檜曽駅 - 土樽駅間が複線化。同トンネル内の下りホームが運用を開始。
  - 10月：改築駅舎が完成[新聞 2]。
- 1975年（昭和50年）
  - 4月14日：雪融けによる土砂崩れが発生し、湯檜曽駅 - 当駅間の上り線が不通[新聞 3]。
  - 4月16日：水上駅 - 当駅 - 越後中里駅の下り線を単線使用として上下線で運転を再開[新聞 4]。
  - 4月20日：土樽駅に渡り線を設置して、単線運転区間を水上駅 - 当駅 - 土樽駅間に短縮[新聞 5]。
  - 5月26日：湯檜曽駅 - 当駅間の上り線が復旧し、全線複線での運転を再開[新聞 6]。
- 1984年（昭和59年）2月1日：荷物の扱いを廃止[1]。
- 1985年（昭和60年）3月14日：信号扱いを越後湯沢駅からの遠隔 (RC) 化し、無人化。その後、特別改札で1990年代中ごろまで駅業務を継続。
- 1987年（昭和62年）4月1日：国鉄分割民営化に伴い、東日本旅客鉄道（JR東日本）の駅となる[1]。
- 1998年（平成10年）8月29日：集中豪雨による土砂崩れで、上り線構内が被災。復旧作業のため約1か月にわたり、水上駅 - 土樽駅間で下り線を使用した単線運行を実施。
- 2000年（平成12年）：関東の駅百選に認定される。
- 2004年（平成16年）
  - 10月23日：新潟県中越地震により、水上駅 - 当駅 - 宮内駅間が不通となる。
  - 11月2日：水上駅 - 当駅 - 六日町駅間の運行を再開。
- 2017年（平成29年）：駅内連絡通路を含む「土合駅構内土合斜坑」は「JR上越線清水トンネル関連施設群」の一部として、土木学会選奨土木遺産に選ばれる[2]。
- 2020年（令和2年）
  - 2月12日 - 3月22日：JR東日本とJR東日本スタートアップによるグランピング場運営の実証実験を実施[報道 1]。
  - 8月8日：駅舎内に喫茶「mogura」がオープン[報道 2]。
  - 11月14日：グランピング施設「DOAI VILLAGE」がグランドオープン[報道 3]。

## 駅構造
山間部にあり、上り線が地上駅、下り線が地下駅となっている。平常時は無人駅で、常駐する駅員はおらず、自動券売機も設置されていないため、旧改札口のところに乗車駅証明書発行機が設置されている。なお、臨時列車の運転時には、管理駅である水上駅から駅員が派遣されて臨時窓口が設けられることもある。駅舎内には待合室がある。トイレは改札外に1か所ある（下り線ホームのトイレは使用停止）。
駅舎は山小屋をイメージしたデザインで、1968年（昭和43年）10月に完成した。外壁には新清水トンネル掘削時に出てきた石英閃緑岩が使われている。
2020年（令和2年）2月12日から3月22日にかけて、JR東日本とJR東日本スタートアップによるグランピング場施設「DOAI VILLAGE」の実証実験が行われ、同年8月8日にかつての駅務室に喫茶「mogura」がオープンし、同年11月14日の「DOAI VILLAGE」の開業をもってグランドオープンした。
当駅待合室内では、寝泊まり (STB) をする登山客らが食事用にガスコンロなどを使用する事例が相次ぎ、2016年（平成28年）4月には待合室が一時閉鎖された。その後再開放されているが、定期的にJR職員や警察が巡回を行っている。
当駅最大の特徴は、上下のホーム間が大きく離れていることである。これは、上越線の複線化の際に下りホームを地下70 mの新清水トンネル内に設置したことによるもので、上りホームや駅舎のある地上と下りホームの間には81 mもの高低差がある。下りホームから駅舎に行くには、ほぼ一直線に伸びる462段の階段（長さ338 m）を上り、次いで湯檜曽川と国道291号を跨ぐ143 mの連絡通路に設けられた計24段の階段を上る必要がある。改札口から下りホームまでは徒歩10分程度を要するため、駅員が配置されていた時代には、下り列車については改札が発車10分前に打ちきられ、市販の時刻表にもその旨が記載されていた。階段の中間部付近にはベンチが設置されている。462段の階段横にはエスカレーターの設置スペースが確保されているが、現在まで設置の予定はない。
下りホームは単式1面1線の構造である。かつては通過線（本線）と副本線が設けられており、副本線にホームが設置されていたが、2008年（平成20年）5月から10月にかけてホーム改良工事が行われ、ホームが副本線から本線へと移され、同時に嵩上げが行われた。なお、この工事では旧副本線部分は完全に埋められておらず、却ってホーム幅は狭くなったほか、実質的なホーム有効長は6両分に短縮されている。待合室は旧ホーム側に設置されている。かつてはトイレも旧ホーム側に設置されていたが、2022年（令和4年）12月1日に閉鎖された。このほか、年間を通じて気温が15℃程度とほぼ一定であることから、2020年（令和2年）からは元運転事務室だった部屋を利用し、みなかみ町のクラフトビール製造者「OCTONE Brewing」と提携してビールの熟成を行っている。
上りホームは単式1面1線で、駅舎に面する地上部にある。かつては上下で1本のホームを共用する島式ホームだったが、複線化の際に旧下りホームは待避線となり、優等列車の通過待ちに使われた。その後、駅舎側の線路が撤去され1面1線となっている。ホームは駅舎に近い4両分のみが嵩上げされており、それ以外の部分は通常使用されていない。

### のりば
| 番線 | 路線    | 方向 | 行先                           | 備考       |
| ---- | ------- | ---- | ------------------------------ | ---------- |
| 1    | ■上越線 | 下り | 越後湯沢・小出・長岡・新潟方面 | 地下ホーム |
| 2    | ■上越線 | 上り | 水上・高崎・大宮・上野方面     | 地上ホーム |

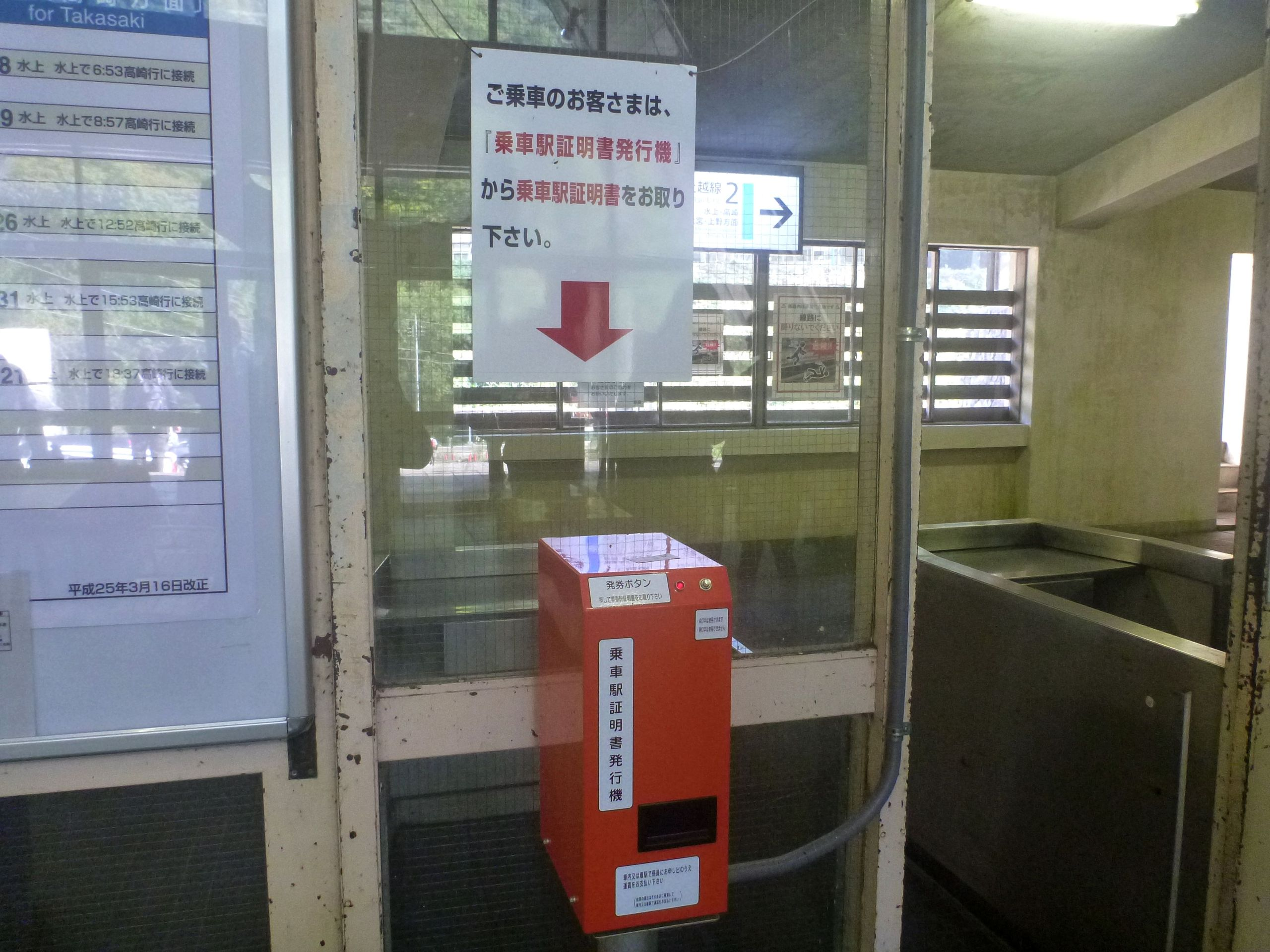
乗車駅証明書発行機
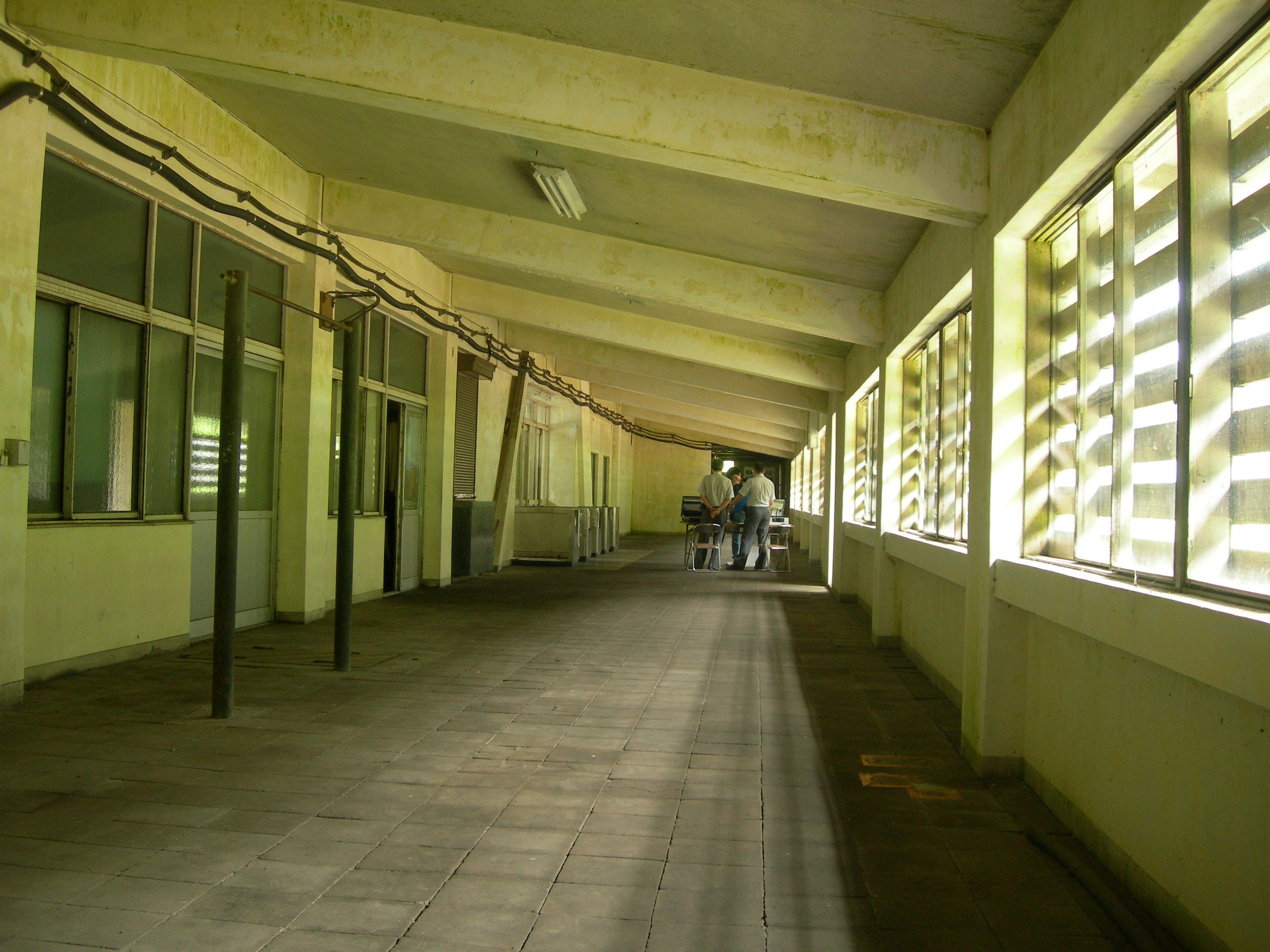
上り線地上ホームから改札への通路（2010年7月）
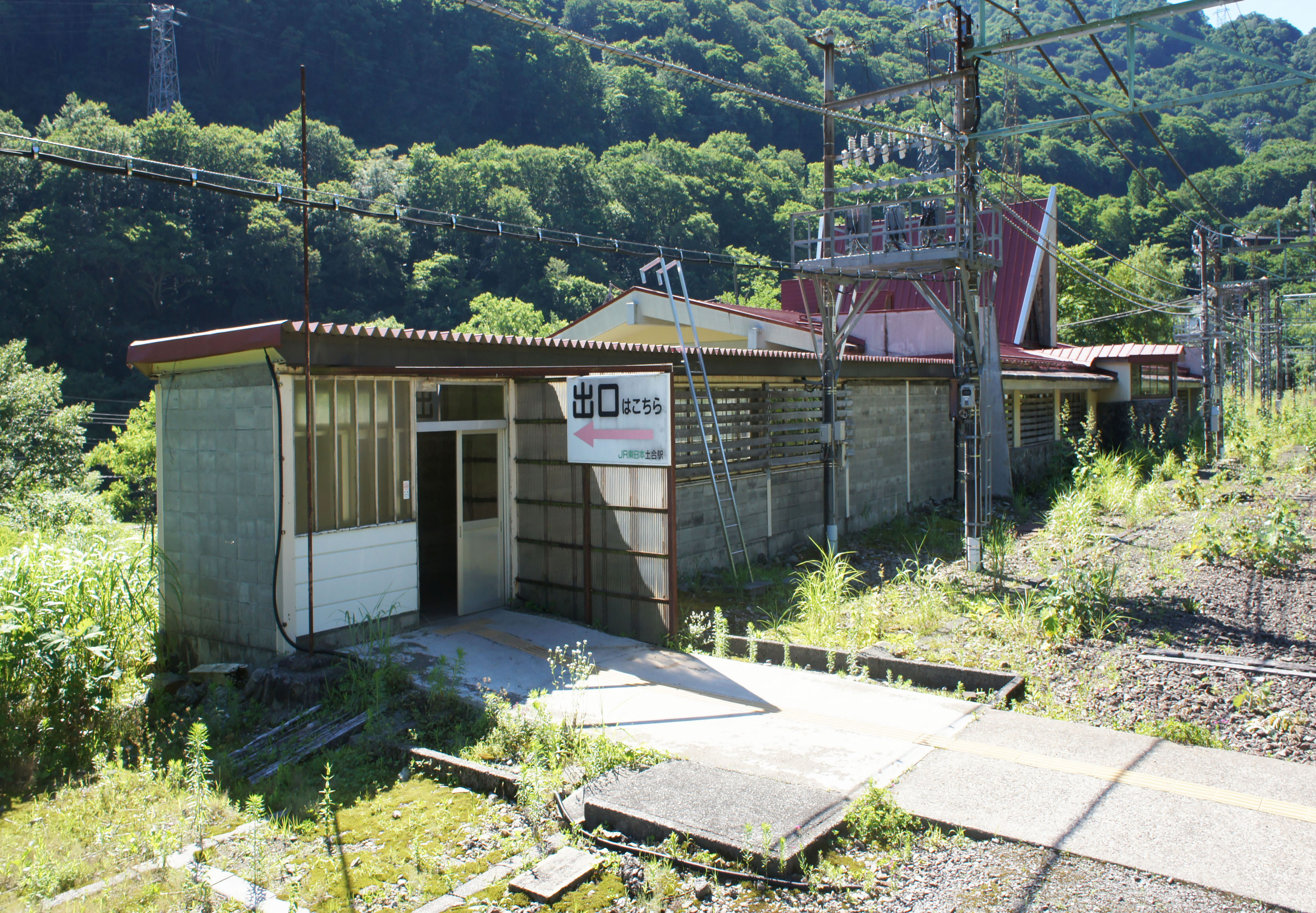
上り線地上ホームから見た駅舎（2021年7月）
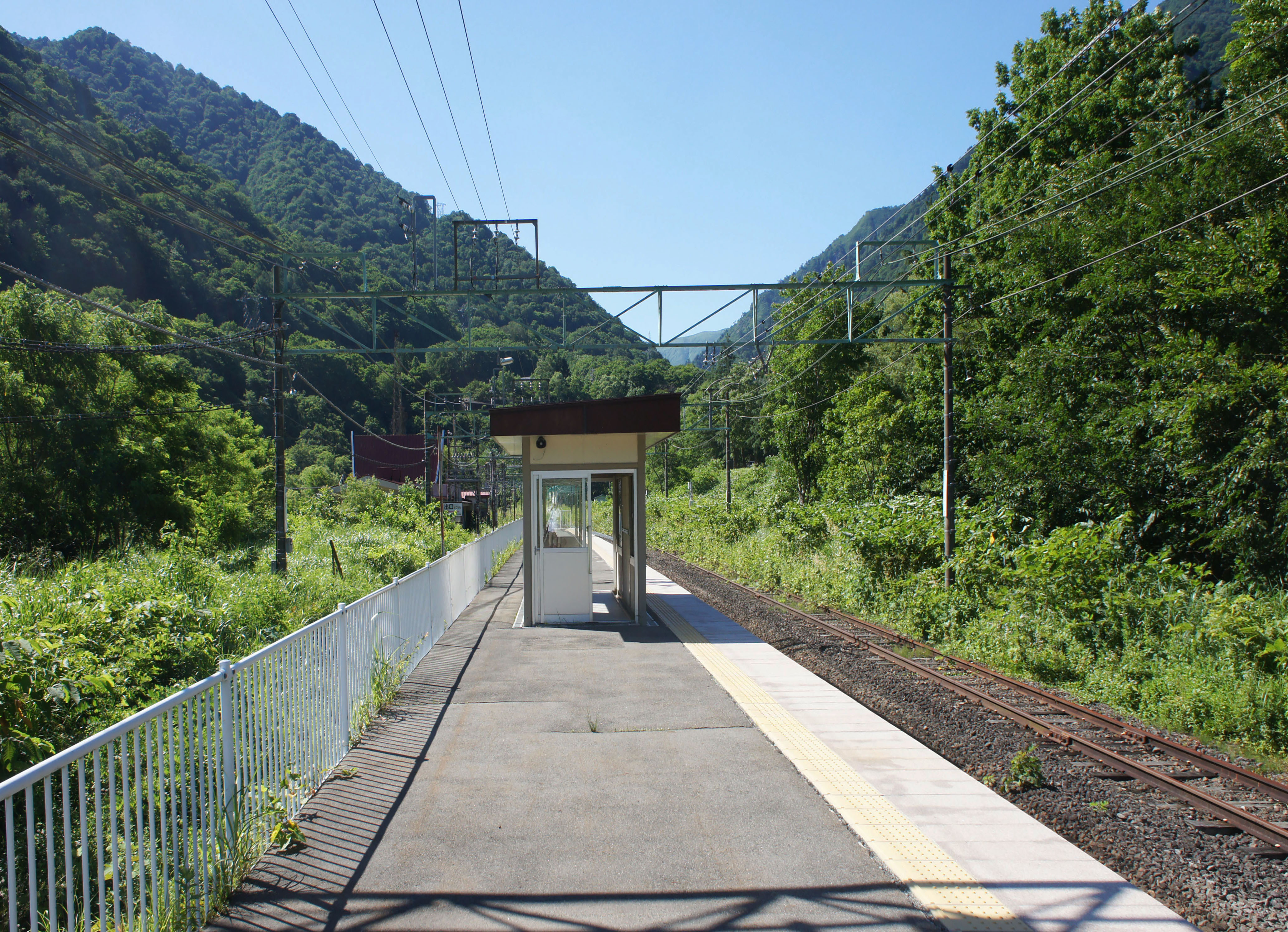
上り線地上ホーム（2021年7月）
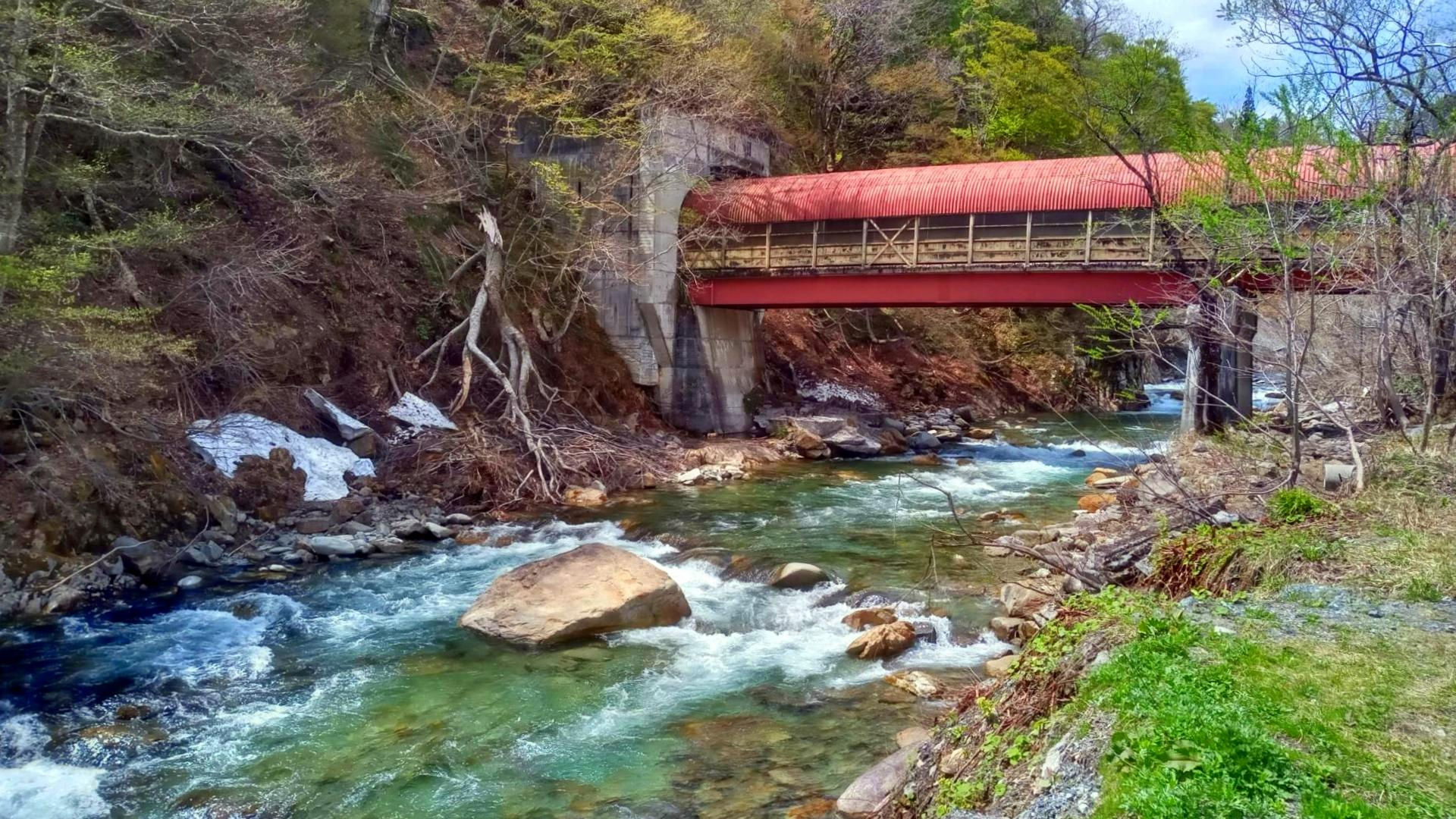
湯檜曽川に架かる下り線地下ホーム連絡通路橋（2022年5月）
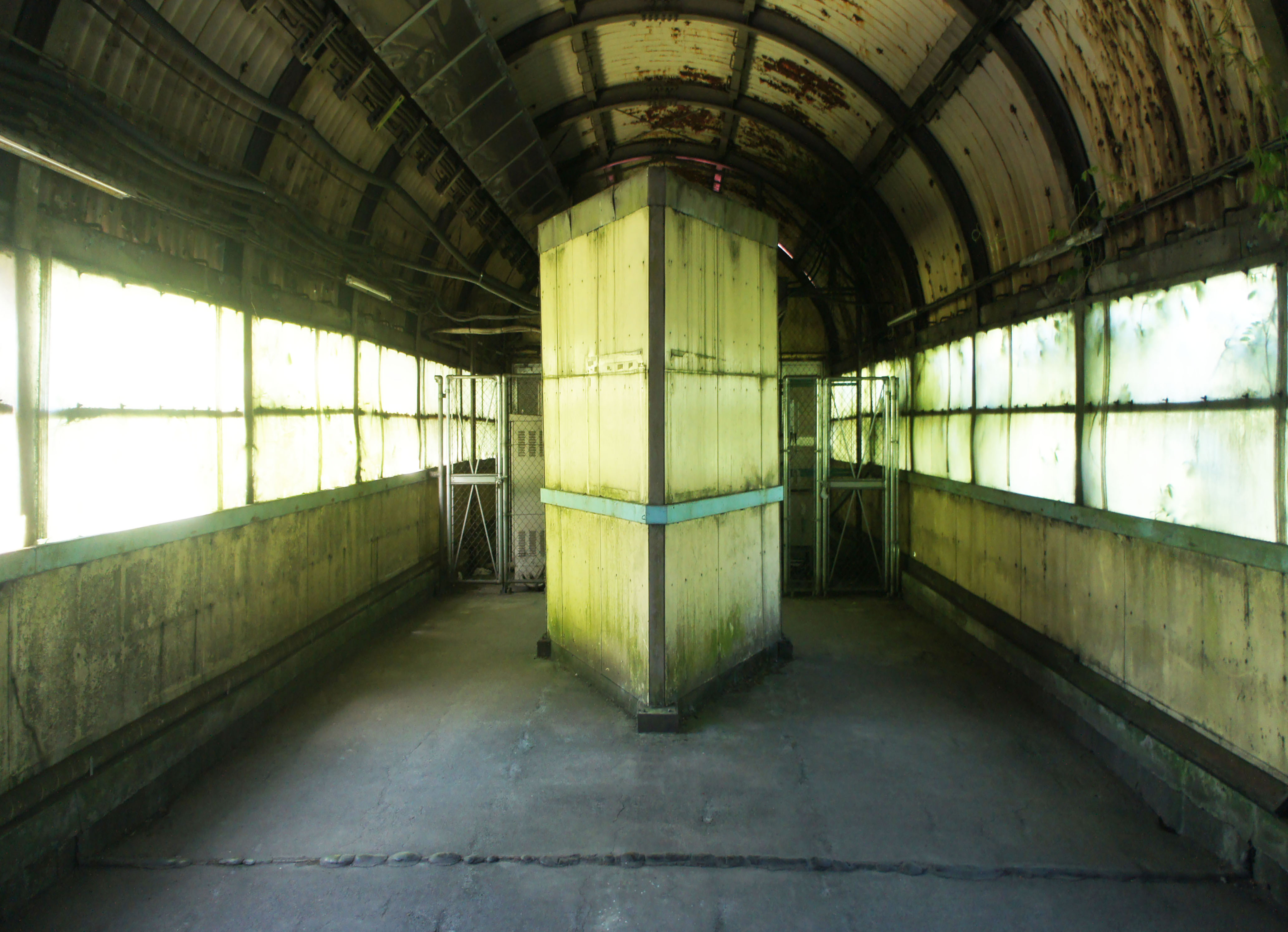
連絡通路風よけ（地下ホーム列車通過時の突風緩衝用）（2021年7月）
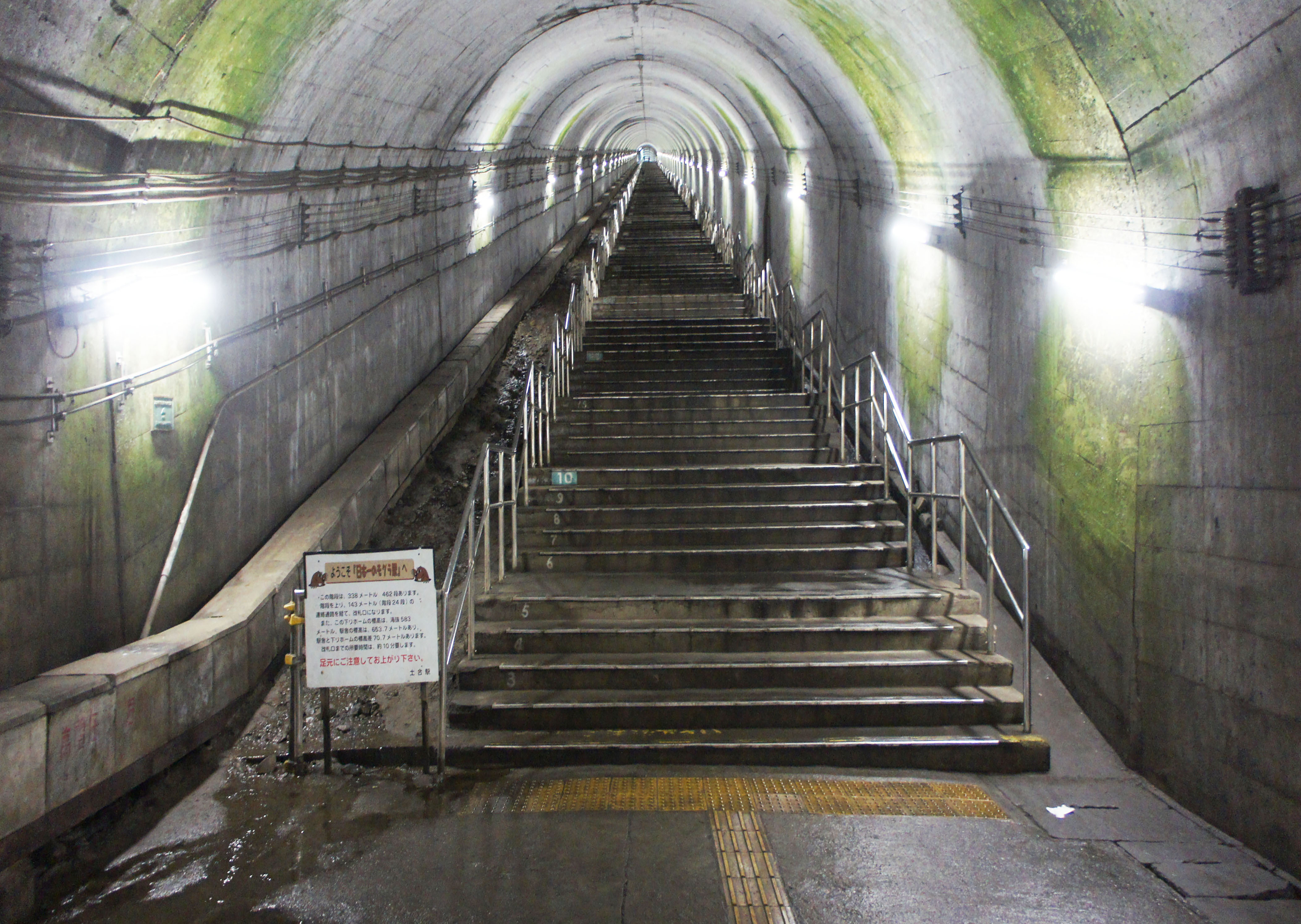
駅地下ホームから長い階段を見上げる。階段左端の岩盤が露出した部分は、将来のエスカレーターの設置のために残されたスペースである。（2021年7月）
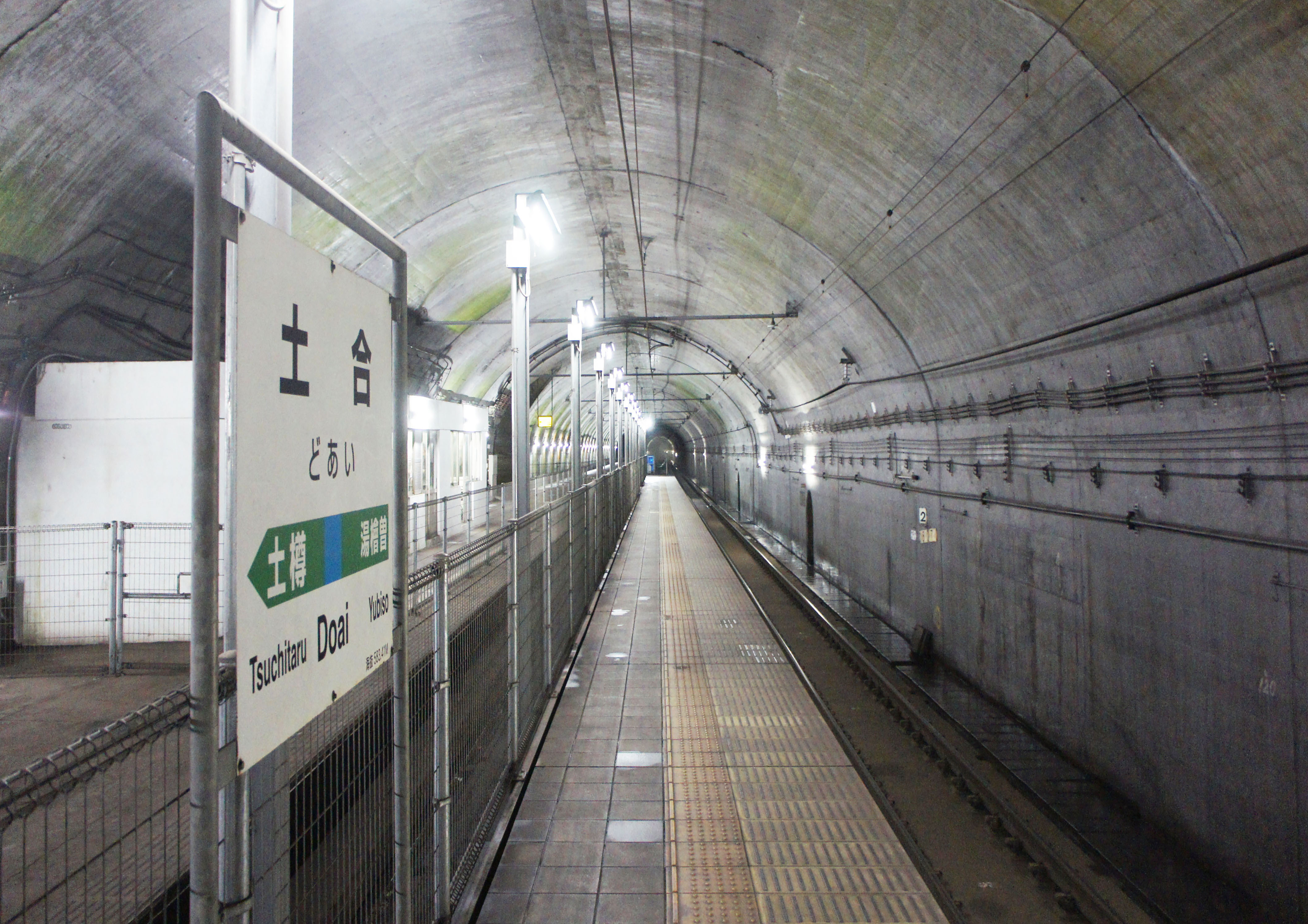
下り線地下ホーム（2021年7月）
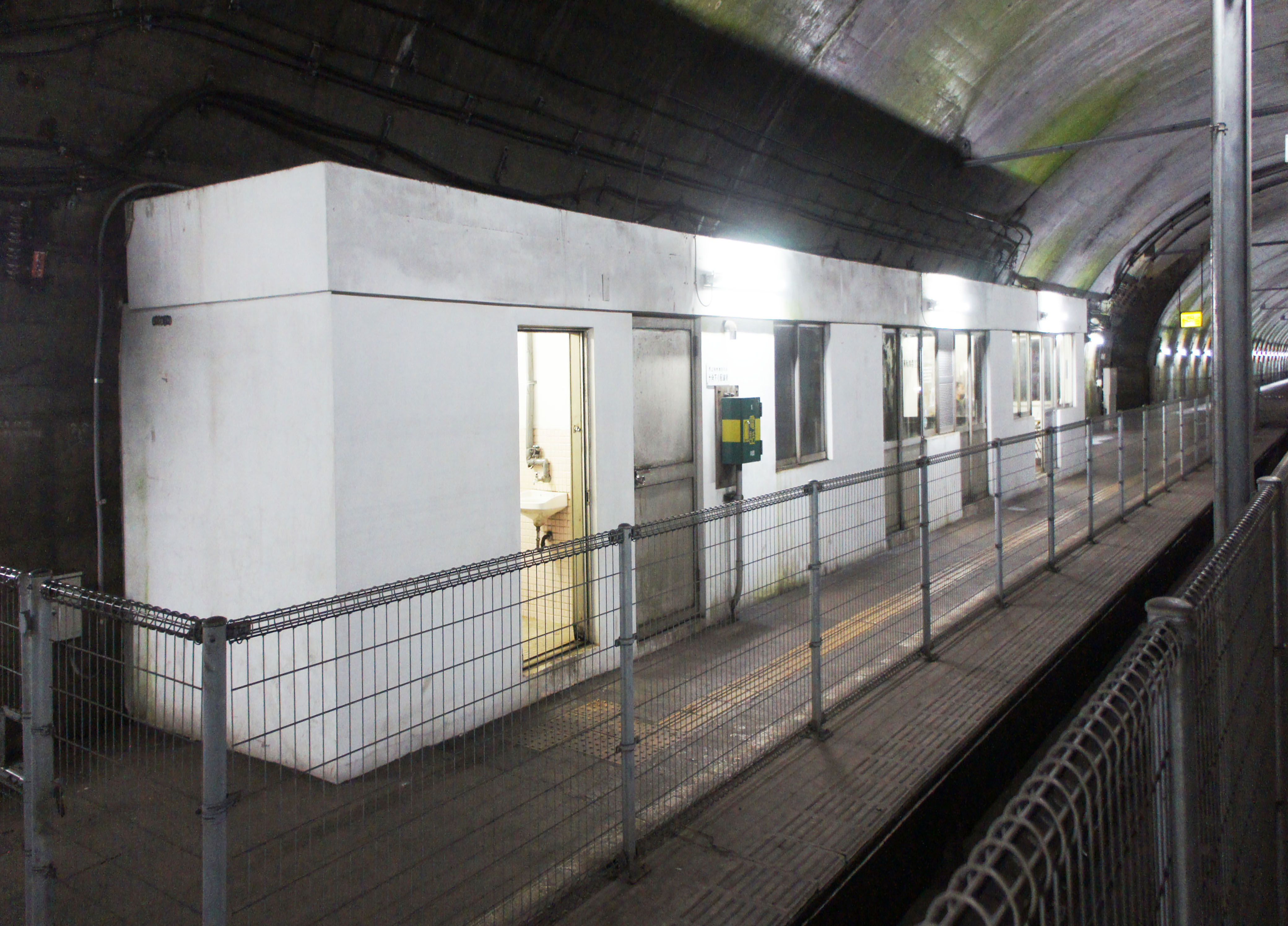
下り線地下ホーム待合室（2021年7月）※現在、トイレ・洗面所は閉鎖、使用停止
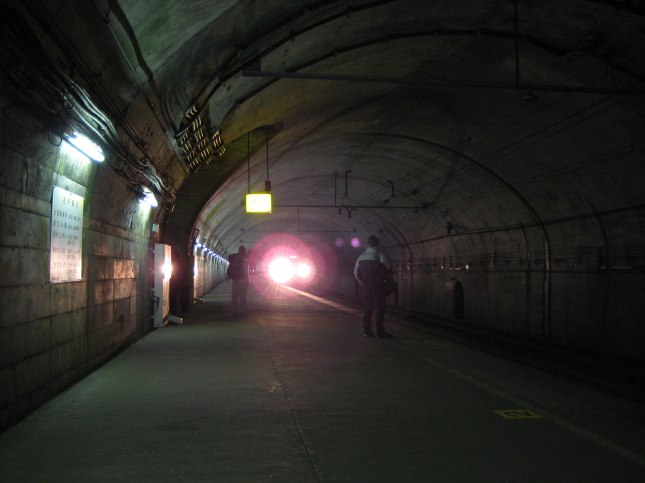
待避線が撤去される前の土合駅（2008年1月2日）

## 利用状況

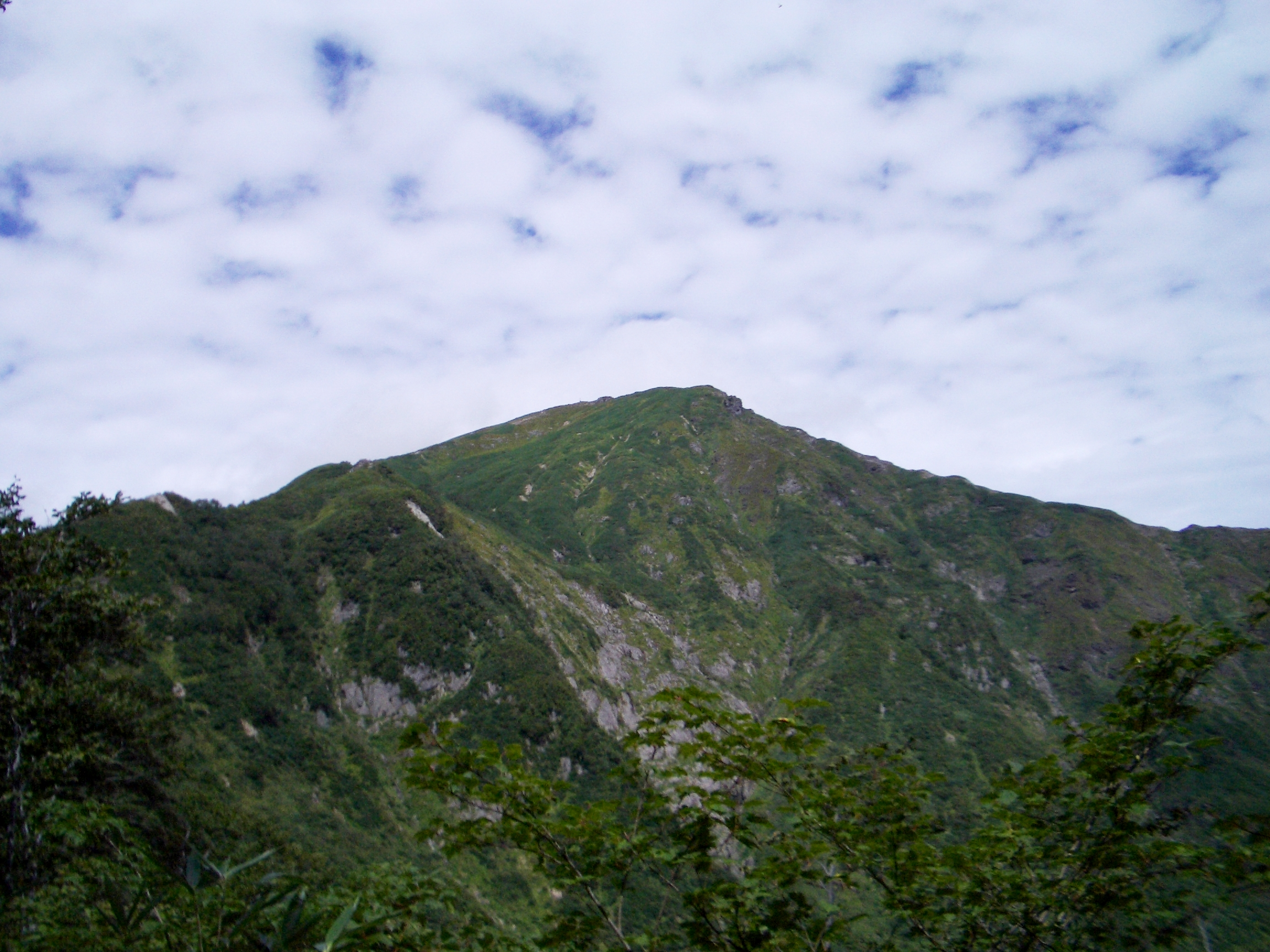
谷川岳

「群馬県統計年鑑」によると、2000年度（平成12年度）- 2013年度（平成25年度）の1日平均乗車人員の推移は以下のとおりであった。
| 乗車人員推移       | 乗車人員推移     | 乗車人員推移 |
| 年度               | 1日平均 乗車人員 | 出典         |
| ------------------ | ---------------- | ------------ |
| 2000年（平成12年） | 17               | [ 県 1 ]     |
| 2001年（平成13年） | 21               | [ 県 2 ]     |
| 2002年（平成14年） | 19               | [ 県 3 ]     |
| 2003年（平成15年） | 18               | [ 県 4 ]     |
| 2004年（平成16年） | 22               | [ 県 5 ]     |
| 2005年（平成17年） | 18               | [ 県 6 ]     |
| 2006年（平成18年） | 16               | [ 県 7 ]     |
| 2007年（平成19年） | 16               | [ 県 8 ]     |
| 2008年（平成20年） | 17               | [ 県 9 ]     |
| 2009年（平成21年） | 14               | [ 県 10 ]    |
| 2010年（平成22年） | 24               | [ 県 11 ]    |
| 2011年（平成23年） | 22               | [ 県 12 ]    |
| 2012年（平成24年） | 20               | [ 県 13 ]    |
| 2013年（平成25年） | 19               | [ 県 14 ]    |

夏季や秋季には谷川岳などへの登山客を中心として一定数の利用客がある。また、下り地下ホームを目当てに訪れる観光客も増えている。
かつては多くのハイカー達による乗降客で賑わった時期もある。例えば1960年（昭和35年）の谷川岳山開きの日には、上野駅発の夜行列車から降りる客でホームが埋め尽くされ、改札口には長い行列ができる混雑ぶりだった。下り地下ホーム完成当時、工事関係者が「谷川岳に登るのに、これぐらいの階段で疲れるようじゃだめだろう」と語り、登山客の一部がウォーミングアップとして階段を駆け上がる競争を行なっていたこともある。2001年（平成13年）ごろまでは、ゴールデンウィーク時期に新宿駅発当駅着の臨時夜行快速が運行されていた。
しかし、1982年（昭和57年）の上越新幹線開業や1985年（昭和60年）の関越自動車道開通の影響を受けて乗降客が減少したことにより、1985年（昭和60年）3月から無人化した。
現在、関越自動車道の水上インターチェンジが車で20分程度の距離にあることや、この区間の定期普通列車の本数が少ないこと、またこの付近で最も主要な観光ポイントである谷川岳ロープウェイの駅まで若干の距離があることなどから、ハイカーや登山客は自家用車か、水上駅や上毛高原駅から谷川岳ロープウェイまでの路線バス（旅客列車より本数が多い）を利用することが多く、あえて当駅を利用する人は少なくなっている。

## 駅周辺

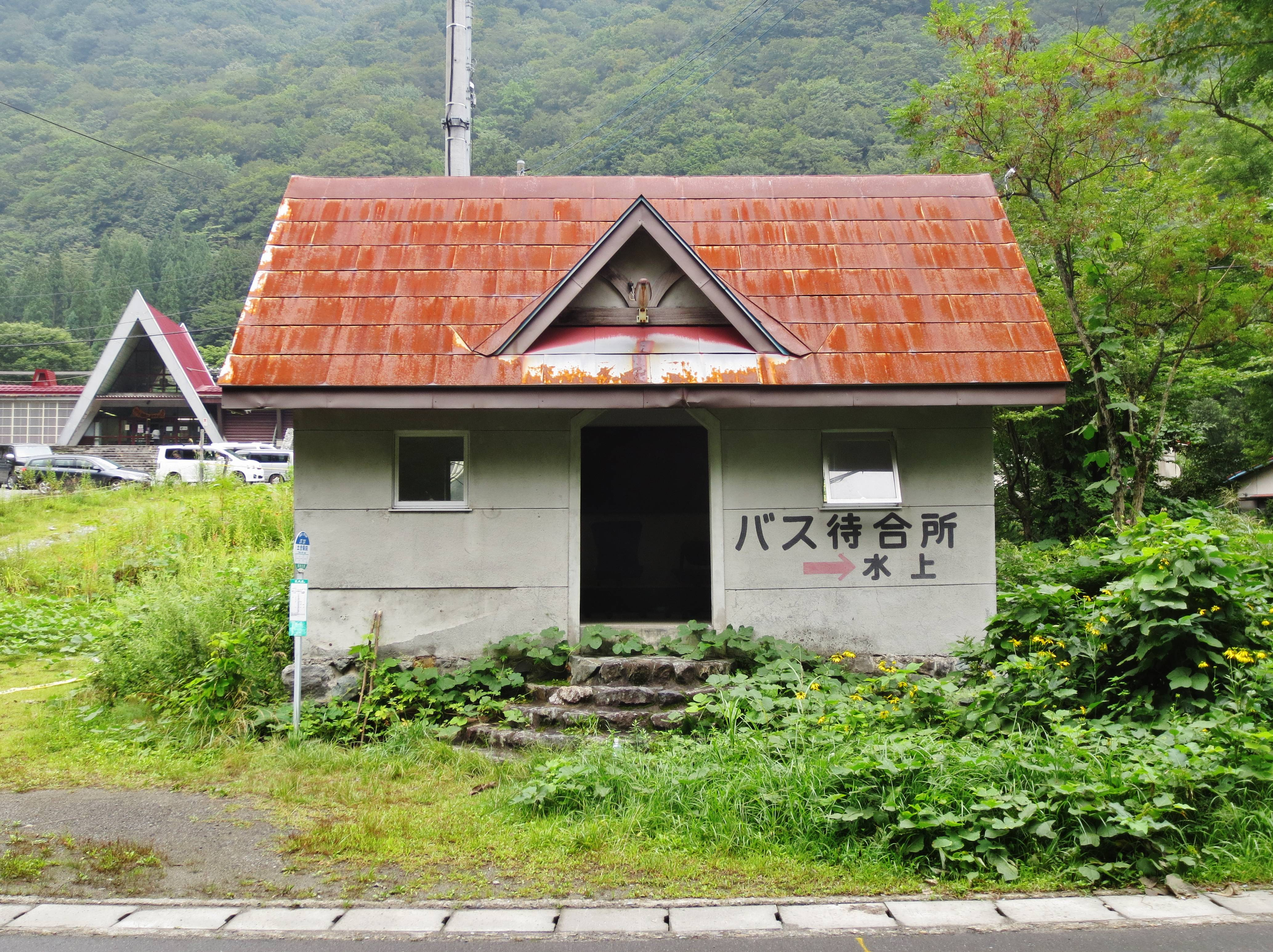
駅前のバス停

駅前を通る国道291号は県境の清水峠付近が車両通行不能（点線国道）となっているため、ここから車で直接、新潟県方面に行くことはできない。
- 谷川岳への登山口（駅の標高663 m） - 徒歩約20分の所に谷川岳ヨッホ by 星野リゾート（旧谷川岳ロープウェイ）の土合口駅があり、天神平駅までを結んでいる。
- 白毛門
- 笠ヶ岳
- 高倉山
- 谷川岳山岳資料館
- 谷川岳天神平スキー場
- 関越交通「土合駅前」バス停留所

## その他
- 菊池直恵（原作：横見浩彦）の『鉄子の旅』で取り上げられた。
- 地上ホームは携帯電話3社通信可能、地下ホームはNTTドコモのFOMAとXiのみ利用可能（au、SoftBank、Y!mobileは利用不可）である。
- 2000年（平成12年）には『第20回全国高等学校クイズ選手権』（日本テレビ系）の全国大会に使用された。
- 2009年（平成21年）12月10日のおもいッきりDON!の「ニッポン勝手にランキング! ～群馬県 BEST5～」で紹介された。
- 横山秀夫著「クライマーズ・ハイ」また、同作品の映画、原田眞人監督の「クライマーズ・ハイ」のオープニングで同駅が登場した。
- しろの漫画『ヤマノススメ』およびTVアニメ『ヤマノススメ セカンドシーズン』二十一合目で、谷川岳への登山の際に登場した。

## 隣の駅
東日本旅客鉄道（JR東日本）
■上越線
湯檜曽駅 - 土合駅 - 土樽駅

### 記事本文